# Viatcheslav Viktorovitch Ovtchinnikov
Pour les articles homonymes, voir Ovtchinnikov.
Ne doit pas être confondu avec Viatcheslav Aleksandrovitch Ovtchinnikov.
Viatcheslav Viktorovitch Ovtchinnikov (russe : Вячеслав Викторович Овчинников), né le 25 octobre 1946 à Rasskazovo dans l'oblast de Tambov (URSS), est un colonel général russe, officier supérieur du ministère de l'Intérieur de la fédération de Russie et docteur en droit.